# カンチガイもハナハダしい私の人生
『カンチガイもハナハダしい私の人生』（ - わたしのじんせい）は2010年3月10日リリースされたKAN15枚目のアルバム。

## 解説
本作はレコーディング風景と先行シングル「よければ一緒に」のミュージック・ビデオを収録したDVD同梱。

## 収録曲

### CD
※全作詞・作曲・編曲：KAN（特記以外）／9曲目：作詞・作曲：ASKA・KAN）
1. REGIKOSTAR ～レジ子スターの刺激～
  - Perfumeのサウンドを意識したテクノポップ風の異色作。
  - サウンド・プロデュースは涌井啓一[2]とmichitomo[3]。
  - タイトルはバグルスの「ラジオ・スターの悲劇」（VIDEO KILLED THE RADIO STAR）を捩っている。
2. 小学3年生
  - ビッグバンドジャズ風アレンジに乗せ小学3年生が将来の夢を語る歌詞。
  - ゲスト・ミュージシャンとして塩谷哲がピアノで参加。
3. ピーナッツ
  - ドラムでTRICERATOPSの吉田佳史、ギターで佐橋佳幸が参加。
4. バイバイバイ （studio recording）
  - 「よければ一緒に」のカップリング曲。
5. 青春の風
  - 「曲のイメージに合わせアマチュア感を出したい」理由から間奏とエンディングのギターソロはKANが演奏。ソロ以外のギターは佐橋の演奏。
  - 3曲目「ピーナッツ」同様、ドラムはTRICERATOPS吉田佳史。
6. ordinary days
7. オー・ルヴォワール・パリ
8. よければ一緒に（full size）※
  - 先行シングルのフルサイズで、8分03秒の大作。
9. 予定どおりに偶然に（with ASKA）
  - KANが「最も尊敬してやまない先輩アーティストの一人」と公言するASKAと共作曲。

### DVD
1. カンチガイもハナハダしいわたしのレコーディングドキュメント
2. よければ一緒に（studio live）